# Acronicta lutea
Acronicta lutea là một loài bướm đêm trong họ Noctuidae.